# ۳۴ جی. کمان
۳۴ جی. کمان یک ستاره است که در صورت فلکی قرار دارد.